# Yekusiel Yehuda Teitelbaum (II)
Yekusiel Yehuda (Zalmen Leib) Teitelbaum sau Teitelboim (în ebraică:  יקותיאל יהודה טייטלבוים [în pronunțare sefardă: Yekutiel]; n. 1908, Sighetu Marmației, comitatul Maramureș, Austro-Ungaria – d. 18 mai 1944, Lagărul de exterminare Auschwitz-Birkenau, Germania Nazistă) a fost un rabin hasidic maghiar, apoi român, conducătorul spiritual al comunității haredite (ultraortodoxe) din Sighet. Acesta a fost fiul lui Chaim Tzvi Teitelbaum, nepotul lui Joel Teitelbaum și fratele mai mare al lui Moshe Teitelbaum. El a fost  ucis la data de 18 mai 1944 la Auschwitz, fiind gazat împreună cu soția și cu cei doi copii ai săi. După terminarea războiului, Moshe, supraviețuitor de la Auschwitz, a reorganizat dinastia condusă de fratele său.